# (386) Siegena
(386) Siegena – planetoida z pasa głównego asteroid okrążająca Słońce w ciągu 4 lat i 339 dni w średniej odległości 2,89 j.a. Została odkryta 1 marca 1894 roku w Landessternwarte Heidelberg-Königstuhl w Heidelbergu przez Maxa Wolfa. Nazwa planetoidy pochodzi od Siegen, miasta w Niemczech. Przed nadaniem nazwy planetoida nosiła oznaczenie tymczasowe (386) 1894 AY.